# Alfredo Barraza
Alfredo Barraza es un reconocido diseñador de moda colombiano, popular por su asociación con el Concurso Nacional de Belleza celebrado anualmente en la ciudad de Cartagena de Indias.

## Carrera

### Primeros años
Barraza nació en la ciudad de Barranquilla, capital del departamento de Atlántico. Cursó estudios de arquitectura en la Universidad Autónoma del Caribe, enfocando finalmente su carrera al diseño de modas, inspirado en su madre, quien se desempeñaba como modista.

### Concurso Nacional de Belleza
Barraza se vinculó al Concurso Nacional de Belleza en el año de 1984, convirtiéndose con el paso del tiempo en el principal diseñador para este certamen. Durante su carrera, el diseñador ha brindado asesoría a más de 300 candidatas a Señorita Colombia, de las cuales veinte se han alzado con la corona. Además de su trabajo en el certamen, Barraza ha diseñado el vestuario de 25 reinas del popular Carnaval de Barranquilla y ha exhibido sus diseños en importantes eventos como Colombiamoda o Barranquilla Fashion Week.
Barraza ha asesorado y diseñado prendas para reinas de belleza colombianas como Susana Caldas, Carolina Gómez, Paola Turbay, Gabriela Tafur, María Mónica Urbina, Ariadna Gutiérrez, Andrea Tovar, Taliana Vargas y Paulina Vega, quien se alzó con la corona de Miss Universo en 2014. Internacionalmente ha brindado asesoría a reinas de belleza en Filipinas y Costa Rica. A lo largo de su carrera, sus diseños se han caracterizado por presentar piezas en bordados y pedrería en vestidos por lo general largos y brillantes con escotes, sesgos y straples, además de ser diseñados completamente a mano.